# Спекуляція (філософія)
Спекуляція (нім. Spekulation, від лат. speculatio — вистежування, видивляння) — в філософії це абстрактне міркування, тип теоретичного знання, яке виводиться без звернення до досвіду («спекулятивне судження»).
Спекулювати (про що-небудь, по якомусь приводу, на яку-небудь тему) — абстрактно міркувати. Звідси спекулятивний в значенні «умоглядний».
У класичній філософській літературі поняття «спекуляція» часто зустрічається також в парі з іншими поняттями, наприклад:
«Схоластична спекуляція» ( Ф. Бекон): «Метафізична спекуляція» ( І. Кант. «Критика чистого розуму»): «Спекуляція і емпірія» ( Г. Ф. Гегель. «Філософія релігії»): «Задачі спекуляції» (там само): «Спекуляція про світ» (К. Поппер) — Та іншими.
У сучасній суспільній лексиці також часто вживається поняття «політичні спекуляції».